# Política de Santa Catarina
Santa Catarina, assim como uma república, é governada por três poderes. São eles: o executivo, representado pelo governador. O legislativo, pela Assembleia Legislativa. E o judiciário, pelo Tribunal de Justiça, outros tribunais e juízes. Também é permitida a participação popular nas decisões do governo através de referendos e plebiscitos. A atual constituição do estado foi promulgada em 1989, acrescida das alterações resultantes de posteriores emendas constitucionais. Constituem símbolos estaduais a bandeira, o brasão e o hino.
Desde 1823 a capital de Santa Catarina é Florianópolis, cuja denominação da cidade era Nossa Senhora do Desterro, em homenagem à sua santa padroeira. O nome foi alterado durante o término da Revolução Federalista, em 1894, e a população do município ainda contesta essa mudança. A denominação Florianópolis é uma homenagem ao então presidente Floriano Peixoto. Dessa denominação vem a alcunha Floripa, pela qual a cidade é conhecida.
O poder executivo catarinense está centralizado no governador do estado. Este é eleito em sufrágio universal e voto direto e secreto, pela população para mandatos de até quatro anos de duração. Pode ser reeleito para mais um mandato. Ele é o responsável pela nomeação dos secretários de estado, que auxiliam no governo. A sede do governo estadual é o Centro Administrativo, localizado no bairro florianopolitano de Saco Grande.

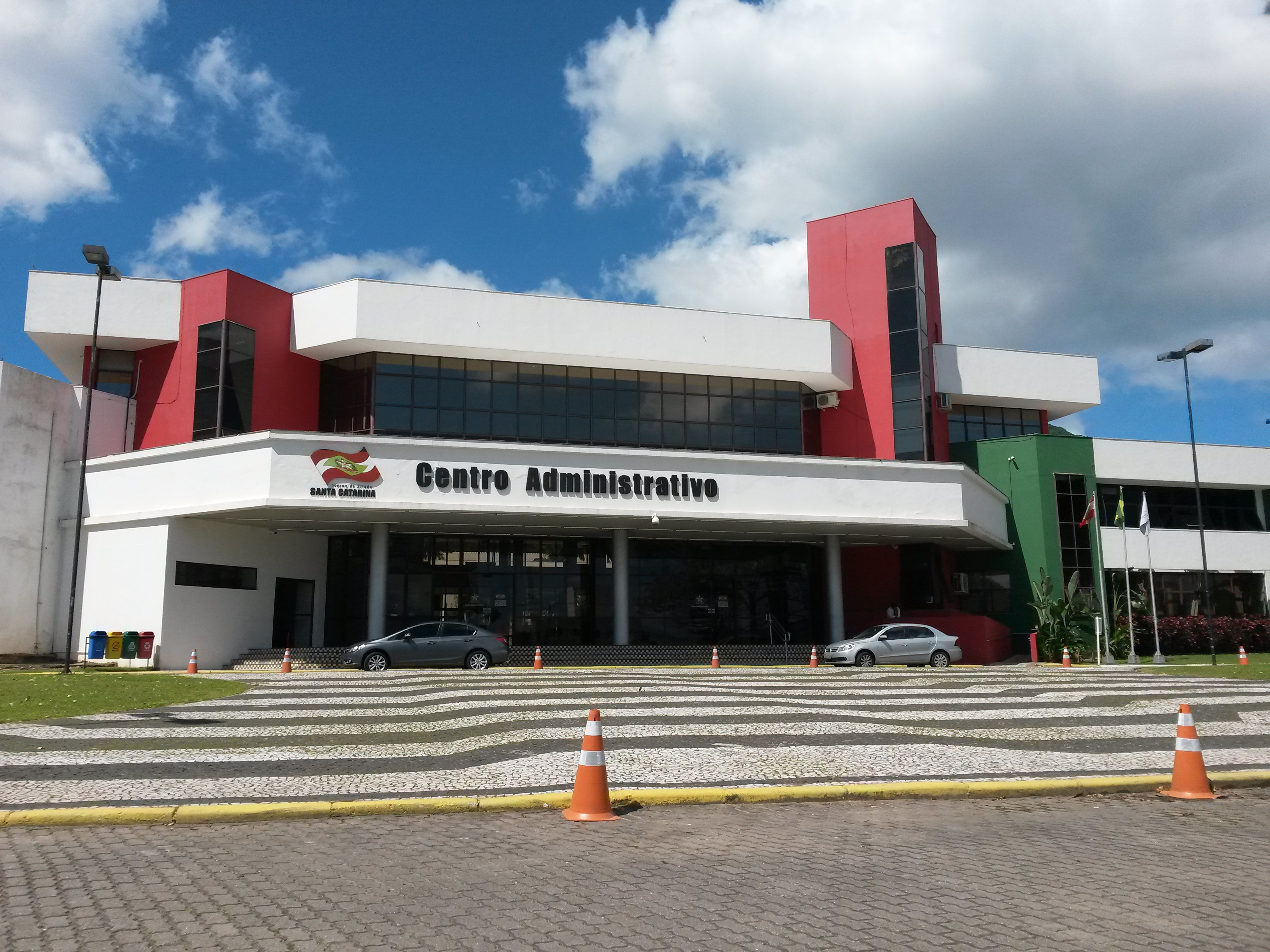
Centro Administrativo do Governo, a atual sede do governo estadual.

Antes do Centro Administrativo, foram também sedes do governo o Palácio Cruz e Sousa, que é atualmente a sede do Museu Histórico de Santa Catarina, e o Palácio Santa Catarina, que se tornou sede após o primeiro ter sido tombado e tornado coleção de objetos raros. Construída em 1952 e inaugurada em 1954, a residência oficial do governador do estado é a Casa d'Agronômica, no bairro florianopolitano de mesmo nome.
Desde o começo do período republicano, assumiu pela primeira vez o governo do estado o militar, engenheiro e diplomata Lauro Müller. Esteve no poder entre 2 de dezembro de 1889 e 24 de agosto de 1890. Depois da Revolução de 1930, Santa Catarina foi o estado onde ocorreu a primeira invasão pelas forças que levariam Getúlio Vargas ao poder. Entre 1930 e 1945, interventores federais governaram o estado. No decorrer destes quinze anos, houve um pequeno período, entre 1935 e 1937. Nessa época o Poder Executivo estadual foi dirigido por um governador eleito, Nereu Ramos, que o Estado Novo manteve como interventor em 1937.

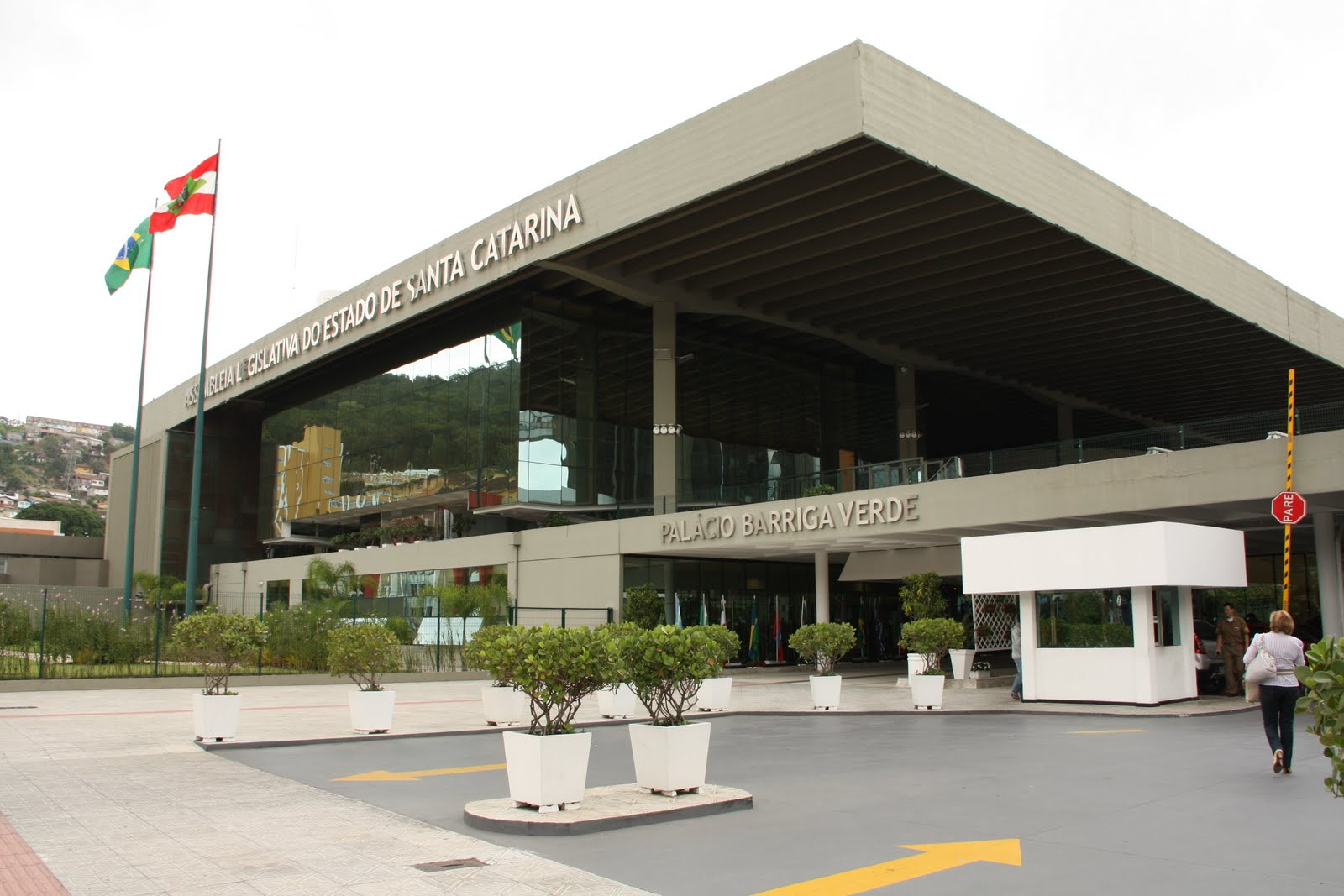
Palácio Barriga Verde, onde funciona a Assembleia Legislativa de Santa Catarina, sede do poder legislativo.

Foi apenas no ano de 1947 onde ocorreu a posse do primeiro governador eleito por sufrágio universal, Aderbal Ramos da Silva. Este se elegeu pela segunda vez para um mandato entre 1956 e 1961. Em 1966, assumiu o governador Ivo Silveira, que se elegeu. Após essa época, dois governadores foram eleitos pela Assembleia Legislativa: Colombo Sales e Antônio Carlos Konder Reis; e um por voto popular, Jorge Bornhausen. O atual chefe do executivo catarinense é Jorginho Mello, tendo como vice, Marilisa Boehm. O vice-governador substitui o governador caso este renuncie sua posição, seja afastado do poder ou precise afastar-se do cargo temporariamente.
O poder legislativo estadual é unicameral e exercido pela Assembleia Legislativa de Santa Catarina (Palácio Barriga Verde). Esta é formada por 40 deputados estaduais, eleitos de forma direta para mandatos quadrienais. Cabe à casa elaborar e votar leis fundamentais à administração e ao executivo, especialmente o orçamento estadual (conhecido como Lei de Diretrizes Orçamentárias). No Congresso Nacional, a representação catarinense é de três senadores e dezesseis deputados federais.
O poder judiciário tem a função de julgar, conforme leis criadas pelo legislativo e regras constitucionais brasileiras, sendo composto por desembargadores. Além disso, é formado pelos tribunais de júri, juizados especiais e juízes de direito, substitutos e de paz. A maior corte do Poder Judiciário catarinense é o Tribunal de Justiça de Santa Catarina, localizado no Centro Cívico Tancredo Neves. Representações deste poder estão espalhadas pelo território estadual por intermédio de unidades denominadas de comarcas. De acordo com o Tribunal Superior Eleitoral, Santa Catarina possuía, em novembro de 2016, 5 005 356 eleitores, representando 3,403% do eleitorado brasileiro, o décimo maior do país.

## Símbolos estaduais

Bandeira de Santa Catarina

A bandeira de Santa Catarina é um retângulo dividido em três faixas horizontais: a superior e a inferior, goles, e a central, de argento. Se vê no meio um losango de sinopla com o brasão de armas no centro. No dia 15 de agosto de 1895, Santa Catarina recebeu uma bandeira, cujo desenho é de autoria de José Artur Boiteux. Possuía treze listras horizontais de goles e argento em quantidade semelhante ao de comarcas do estado. No interior do losango de sinopla, estrelas de jalde simbolizavam os municípios.
O brasão de Santa Catarina é formado por uma estrela de cinco pontas de argento com uma águia de asas abertas. Esta segura com a pata direita, uma chave, com a esquerda, uma âncora, de jalde e cruzadas. No peito da águia, um pequeno escudo com a data histórica: 17 de novembro de 1889. Como timbre, um barrete frígio de goles enfiado por cima da ponta superior da estrela-escudo. Como suportes, dois colmos, um de trigo, à esquerda, e outro de café, à direita, unidos por uma faixa de goles com as pontas leves. Esta mostra a inscrição "Estado de Santa Catarina", em letras de argento. A estrela simboliza a integração dos municípios; a águia representa as forças produtivas. A chave, sua localização estratégica no sul do Brasil; a âncora, o oceano Atlântico, que banha Santa Catarina. A data, 17 de novembro de 1889, o dia em que foi adotada a república na antiga província, elevada à categoria de estado. Apresentando a lavoura da serra e a da costa, há dois ramos de trigo (à direita) e de café (à esquerda). Estes se encontram unidos por um listel onde está escrito: "Estado de Santa Catarina". Como timbre, o barrete frígio simboliza a república.
O Hino de Santa Catarina, sancionado pelo Decreto n.º 132, de 21 de abril de 1892 e pela Lei Estadual n.º 144, de 6 de setembro de 1895, teve sua letra escrita por Horácio Nunes Pires e sua melodia composta por José Brazilício de Souza.